# Großsteingräber bei Zapel
Die Großsteingräber bei Zapel waren zwei megalithische Grabanlagen der jungsteinzeitlichen Trichterbecherkultur bei Zapel im Landkreis Ludwigslust-Parchim (Mecklenburg-Vorpommern). Sie wurden im 19. Jahrhundert zerstört. Ihr genauer Standort ist nicht überliefert. Auch über Maße, Ausrichtung und Grabtyp liegen keine näheren Informationen vor.